# Lluís Puig de la Bellacasa i Deu
Lluís Puig de la Bellacasa y Déu (Barcelona, 1886 - 1960) fue un abogado y político español, diputado a las Cortes Españolas durante la Segunda República.

## Biografía
Hijo de Josep Puig de la Bellacasa y de Fonolleras y Anna Déu y Majuelo, se casó con Carme Bartrina Soler. Se licenció en derecho en la Universidad de Barcelona y trabajó como pasante de Francisco Cambó y en el despacho de Raimundo de Abadal Calderó. Ingresó a las Juventudes de la Liga Regionalista, de las que fue presidente, y el 1916 fue escogido regidor del ayuntamiento de Barcelona, donde fue uno de los promotores de la creación de la compañía de autobuses. Fue escogido diputado por Torroella de Montgrí en las Elecciones generales de España de 1920 y formó parte de la dirección de la refundada Liga Catalana, con la que fue escogido diputado por la provincia de Barcelona en las Elecciones generales de España de 1933, donde no destacó en ninguna intervención. Fue escogido nuevamente diputado en las Elecciones generales de España de 1936 por la misma circunscripción por el Frente Catalán de Orden.
Al estallar la Guerra Civil Española vio amenazada su vida por pelotones incontrolados de la FAI y consiguió marchar a Francia, gracias al consejero de gobernación de la Generalidad de Cataluña, Josep Maria Espanya y Sirat. Después de viajar por Suiza y Bélgica, volvió a España y se estableció en Pamplona y en Fuenterrabía. Al acabar la guerra volvió a Barcelona y abandonó la actividad política. No obstante, participó en "Las Bases de Estoril" de 1946 y formó parte del consejo privado de Don Juan de Borbón.